# Andrzej Targosz
Andrzej Targosz (ur. 30 listopada 1957 w Krakowie) – polski piłkarz, wychowanek i wieloletni obrońca Wisły Kraków, mistrz Polski z 1978 roku.
Wychowanek Wisły, w której grał do 1985 roku. Potem występował jeszcze między innymi: w Unii Tarnów i Błękitnych Kielce. Karierę piłkarską kończył w zespołach francuskich.